# 11432 Kerkhoven
11432 Kerkhoven là một tiểu hành tinh vành đai chính với chu kỳ quỹ đạo là 2024.3001488 ngày (5.54 năm).
Nó được phát hiện ngày 29 tháng 9 năm 1973.